# Flatlinerz
Flatlinerz – amerykańska grupa hip-hopowa powstała na Brooklynie w Nowym Jorku działająca w latach 1992-1995. W skład grupy wchodzili Redrum, który jest bratankiem założyciela wytwórni Def Jam Recordings, Russella Simmonsa, Gravedigger oraz Tempest. Obok grupy Gravediggaz, Flatlinerz uważani są za pionierów podgatunku rapu znanego jako horrorcore.

## Historia
W 1994 roku ukazał się jedyny album grupy zatytułowany U.S.A. co jest skrótem od Under Satan's Authority (pol. pod władzą szatana). Wydawnictwo było promowane singlami do utworów „Live Evil", „Satanic Verses" oraz „Rivaz of Red", do których powstały teledyski, które jednak zostały zakazane przez MTV za brutalne obrazy, przez co  album sprzedał się w bardzo małym nakładzie 36 tysięcy kopii, co nie pozwoliło grupie kontynuować kariery. W swoich tekstach Flatlinerz często budzili spore kontrowersje odnosząc się często do symboli związanych ze śmiercią, okultystycznych, gotyckich czy satanistycznych oraz do zachowań kanibalistycznych.
Utwór „Run" znalazł się na ścieżce dźwiękowej do filmu Strach (1995) w reżyserii Vincenta Roberta. W 1995 grupa nagrała utwór „All Across the Map" razem z podziemnym zespołem The Whooliganz jednak utwór ten znalazł się jedynie na testowym tłoczeniu płyty winylowej. W tym samym roku grupa została rozwiązana.
W czerwcu 2014 roku, na oficjalnym profilu na Facebooku, grupa ogłosiła, że wznawia działalność artystyczną i pracuje nad nowym albumem. We wrześniu tego samego roku, na 20-lecie od wydania debiutu, ukazała się płyta The Dead Rise Today: The Definitive Creepy Collection 1994-2014 zawierająca wydane wcześniej jak i niepublikowane utwory. Wydawnictwo ukazało się w limitowanym nakładzie 666 sztuk.
6 czerwca 2016 roku, ukazał się krótkogrający album 6ix: Chapter 1. 13 lutego 2017 roku grupa wydała USA: Creepy Collection, a 6 czerwca tego samego roku ukazał się album 66ix: Chapter 2. Wszystkie te wydawnictwa zostały wydane własnym sumptem przez platformę Bandcamp.

## Dyskografia
Albumy
| Rok  | Tytuł                                                 | Notowania | Notowania | Sprzedaż         |
| Rok  | Tytuł                                                 | USA R&B   | USA Heat  | Sprzedaż         |
| ---- | ----------------------------------------------------- | --------- | --------- | ---------------- |
| 1994 | U.S.A. - Wydany: 6 września 1994 - Wytwórnia: Def Jam | 65        | 24        | - USA: 36 tys. + |